# STEM 교육
STEM 교육(Science, technology, engineering, and mathematics) 또는 STEM은 구별되지만 관련이 있는 기술적 과학, 테크놀로지, 공학, 수학 분야를 한데 묶기 위해 사용하는 우산 용어이다. 이 용어는 보통 학교의 교육 정책이나 교육과정의 문맥에서 사용된다. 외국 학생의 입학과 기술 노동자들의 허가와 관련하여 노동력 개발, 국가 안보 문제, 이민 정책을 암시한다.
어느 학문이 STEM에 포함되어야 하는지에 관한 통일된 동의는 없다. 특히, STEM의 과학(science)이 심리학, 사회학, 경제학, 정치학 등의 사회과학을 포함하는지 아닌지의 여부에 대한 것이다.

## 같이 보기
- 메이커 문화